# Classicus
Een classicus (v.: classica) is iemand die de opleiding klassieke talen aan een universiteit heeft voltooid. De meeste classici met een vakinhoudelijke baan zijn werkzaam in het voortgezet onderwijs (gymnasium) of het academisch onderwijs. Een meer selecte groep classici is als onderzoeker verbonden aan een wetenschappelijke instelling of is voltijds werkzaam als vertaler.

## Voorbeelden
Binnen het vakgebied geldt de Duitser Ulrich von Wilamowitz-Moellendorff (1848–1931) als een van de uitmuntendste classici. Voor Nederland is dat wel Josephus Justus Scaliger (1540–1609).
Veel classici zijn buiten hun vakgebied beroemd geworden, zoals de filosoof Friedrich Nietzsche (1844–1900), de zangeres Emma Kirkby (1949) en de schrijfster J.K. Rowling (1965) en in Nederland de jurist en politicus J.R. Thorbecke (1798–1872) en vele dichters: Johan Andreas dèr Mouw (1863-1919), Herman Gorter (1864–1927), J.H. Leopold (1865–1925), P.C. Boutens (1870–1943),  Ida Gerhardt (1905–1997), Piet Gerbrandy (1958) en Ilja Leonard Pfeijffer (1968).
Andere Nederlandstalige classici:
- Desiderius Erasmus (1466, 1467 of 1469–1536)
- Hugo de Groot (1583-1645)
- Janus Erasmius (1604–1658)
- Jozef IJsewijn (1932–1998)
- Dirk Panhuis (1941–2015)
- Albert Rijksbaron (1943–2023)
- Michiel Verweij (1964)